# Gilbert Falkingham Clayton
Gilbert Falkingham Clayton (ur. 6 kwietnia 1875, zm. 11 września 1929), KCMG, KBE, KCB – brytyjski generał brygady (Brigadier).

## Dzieciństwo i młodość
Gilbert urodził się w miejscowości Ryde na wyspie Wight w Anglii.

## Kariera wojskowa
Clayton w 1895 wstąpił do British Army i rozpoczął służbę jako oficer Królewskiej Artylerii. W tej funkcji wziął udział w końcowych walkach powstania Mahdiego w Sudanie. Między innymi uczestniczył w 1898 w bitwie pod Atbara.

Potem służył w Egipcie, a od 1910 był osobistym sekretarzem gubernatora Sudanu, sir Reginalda Wingate’a. 18 września 1912 poślubił Enid Caroline Thorowgood w Londynie. W 1913 został awansowany na szefa służb wywiadowczych w Egipcie. Po wybuchu I wojny światowej Clayton napisał we wrześniu 1914 memorandum do ministra wojny Horatio Kitchener sugerujące, że Arabowie mogą bardzo przysłużyć się Wielkiej Brytanii podczas wojny przeciwko Imperium Osmańskiemu. Doprowadziło to do wymiany korespondencji między wysokim komisarzem Egiptu sir Henry McMahonem a szarifem Mekki Said Husajn ibn Ali. Korona brytyjska zgodziła się wówczas „poprzeć arabskie dążenia niepodległościowe” w Imperium osmańskim. W zamian Arabowie przyłączyli się do wojny przeciwko Turkom. W październiku 1914 Clayton awansował na dyrektora wywiadu Departamentu Arabskiego i był pośrednikiem między Foreign and Commonwealth Office a Arabami. Odegrał istotną rolę w działalności Thomasa Lawrence’a, który tak opisał Claytona: 
„był idealnym liderem dla takiego zespołu dzikich ludzi jak my. Był spokojny, indywidualista o jasnej wizji, z wielką odwagą podejmowania śmiałych decyzji. Pozwolił podwładnym na dużą swobodę. Jego poglądy tak jak i jego wiedza były ogólne, pracował poprzez własny wpływ, bez wydawania głośnych poleceń. Nie było łatwo dojrzeć jego wpływy. Był jak cieknąca woda, przenikająca, cicho pełznąca i przesiąkająca przez wszystko. Nie można było powiedzieć, gdzie Clayton był, a gdzie nie był, o ile nie chciał aby ktoś to o nim wiedział.”
W 1916 otrzymał awans na generała brygady (General Brigadier) w Sztabie Generalnym Egipskiego Korpusu Ekspedycyjnego, a w 1917 został głównym oficerem politycznym gen. Edmunda Allenby.

## Późniejsza kariera
Po zakończeniu wojny Clayton pracował jako doradca w Ministerstwie Spraw Wewnętrznych Egiptu (lata 1919–1922). W kwietniu 1923 objął stanowisko głównego sekretarza w Mandacie Palestyny. Miał on duże zastrzeżenia do deklaracji Balfoura, gdyż twierdził, że wspieranie syjonizmu doprowadzi do tego, że społeczność żydowska w Palestynie stanie się światowym centrum żydowskim pod brytyjską administracją. W jego ocenie będzie to źródłem licznych problemów. Uważał, że zawarta w 1916 umowa Sykes-Picot oddaje obszar Syrii pod kontrolę Francji, i opowiadał się za pozostawienie całości Bliskiego Wschodu pod brytyjską administracją. Podkreślał, że Wielka Brytania powinna nadal współpracować z Arabami, usiłując godzić swoje imperialne interesy z narodowymi ambicjami arabskimi. Poparł działania sekretarza politycznego Ernesta T. Richmonda, który rozszerzył władzę Najwyższej Rady Muzułmańskiej i zwiększył liczbę stanowisk rządowych obsadzonych przez Arabów. Clayton pomagał również podczas negocjacji granic Transjordanii.
Gdy 30 czerwca 1925 sir Herbert Samuel opuścił Palestynę, Clayton do 25 sierpnia 1925 był pełniącym obowiązki wysokiego komisarza Palestyny. Następnie przekazał obowiązki sir Herbertowi Plumer. W latach 1925–1927 był ambasadorem u sułtana Ibn Sauda w Nadżd. Podjął się także misji do Jemenu i prowadził negocjacje z imamem Jahja Muhammad Hamid ud-Din. W latach 1928–1929 pełnił obowiązki wysokiego komisarza Mezopotamii. Zmarł podczas służby na atak serca.

## Awanse
- porucznik (Lieutenant)
- kapitan (Captain)
- major (Major)
- podpułkownik (Lieutenant-Colonel)
- pułkownik (Colonel)
- generał brygady (Brigadier)

## Odznaczenia
- Rycerz Komandor Orderu Imperium Brytyjskiego (1919)
- Krzyż Komandorski Orderu Łaźni
- Rycerz Komandor Orderu św. Michała i św. Jerzego (1926)